# Marseille metróállomásainak listája
Ez a lista a marseille-i metró állomásait sorolja fel. A város metróhálózata jelenleg (2017) két vonalból áll, melyeken összesen 28 állomás található.

## Állomások listája

### 1-es vonal
- La Fourragère
- St Barnabé
- Louis Armand

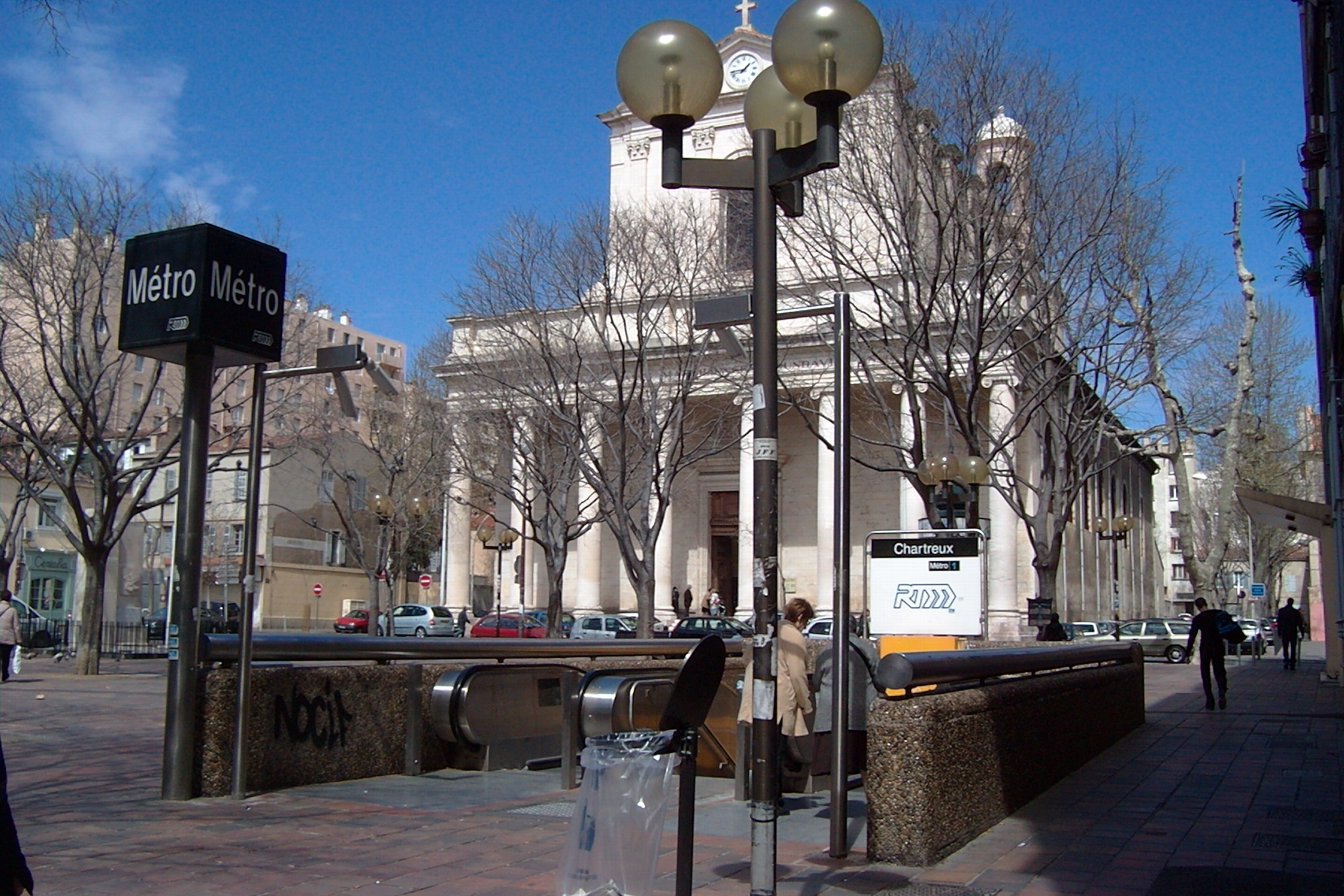
Chartreux Metro station

- La Blancarde - átszállási lehetőség vonatra (SNCF) és villamosra (Marseillei villamos)
- La Timone
- Baille
- Castellane  (átszállási lehetőség a kettes vonalra)
- Estrangin - Préfecture
- Vieux-Port - Hôtel de ville
- Colbert - Hôtel de région
- St Charles - Marseille főpályaudvara, átszállási lehetőség a kettes vonalra
- Réformés Canebière - átszállási lehetőség a villamosra (Marseillei villamos)
- Cinq avenues Longchamp
- Chartreux
- St Just - Hôtel de département
- Frais Vallon
- La Rose

### 2-es vonal
- Bougainville
- National
- Désirée Clary
- Joliette - átszállási lehetőség a villamosra (Marseillei villamos)
- Jules Guesde
- St Charles - Marseille főpályaudvara, átszállási lehetőség az egyes vonalra
- Noailles - átszállási lehetőség a villamosra (Marseillei villamos)
- Notre Dame du Mont - Cours Julien
- Castellane - átszállási lehetőség az egyes vonalra
- Périer
- Rond point du Prado
- Sainte-Marguerite Dromel